# Parco regionale Valle del Treja

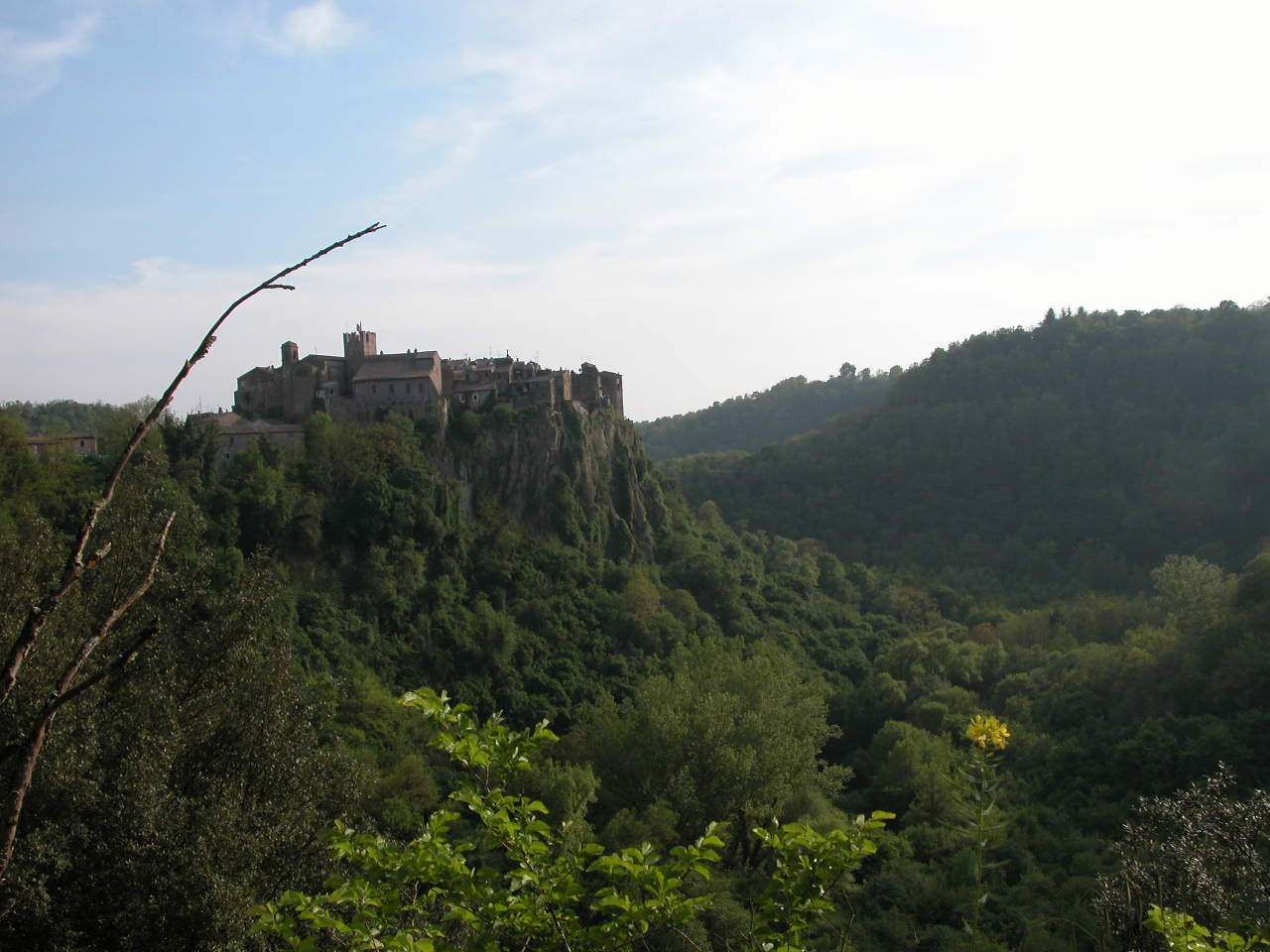
Calcata e la valle del Treja

Il Parco Naturale Regionale Valle del Treja è un'area naturale protetta del Lazio, istituita con legge regionale nel 1982, compresa nei territori del comune di Calcata in provincia di Viterbo e di Mazzano Romano in provincia di Roma. Ha una superficie di 628 ettari.

## Descrizione
L'area protetta, che misura circa 600 ettari, si estende in una zona impervia ricoperta da una fitta vegetazione e percorsa dal fiume Treja. Il Treja nasce dai monti Sabatini e solca profonde gole ricoperte da una fitta e lussureggiante vegetazione forestale fino al divenire caratteristico ambiente fluviale della Valle del Tevere, dove il Treja termina il suo percorso, confluendo nel Tevere.
È facilmente raggiungibile essendo compresa tra la via Cassia e la via Flaminia.
L'area è di notevole suggestione naturalistica, caratterizzata dalla presenza del fiume Treja che scorre su di un letto di roccia tufacea che si interrompe in piccole e suggestive cascatelle nella zona di Monte Gelato, Mola di Mazzano.
Tutta l'area è visitabile a piedi o a cavallo seguendo dei percorsi segnalati. Gli uffici del parco si trovano nel centro storico di Calcata, mentre la sede legale è a Mazzano.
Nella zona del parco sono presenti resti di insediamenti dall'epoca preistorica all'epoca arcaica, dove si trovano i resti del centro arcaico di Narce di cultura affine a quella dei Falisci.

## Fauna e flora
La zona è abitata da molte specie animali: la volpe, il tasso, l'istrice, la donnola, il picchio e la ghiandaia, mentre i falchi come nibbi, gheppi, e poiane prediligono le radure circostanti. Tra i rapaci notturni sono presenti: il gufo, la civetta, il barbagianni e l'allocco.
Il paesaggio naturale offre una densa vegetazione dove prosperano il leccio, l'orniello, la fillirea, il corbezzolo, il caprifoglio, l'erica arborea, il bagolaro, il carpino, l'acero campestre, il nocciolo, il sambuco, la sanguinella, l'edera, la vitalba, il cerro, il rovere, la roverella, il pioppo bianco e nero, il salice rosso e bianco, il farfaraccio, gli equiseti e le felci, i canneti, la cannuccia di palude e tifa. Tra le specie erbacee sono presenti l'orchidea, i narcisi, Vinca o pervinca, ranuncolo, i ciclamini, le primule e le mammole.

## Le cascate di Monte Gelato

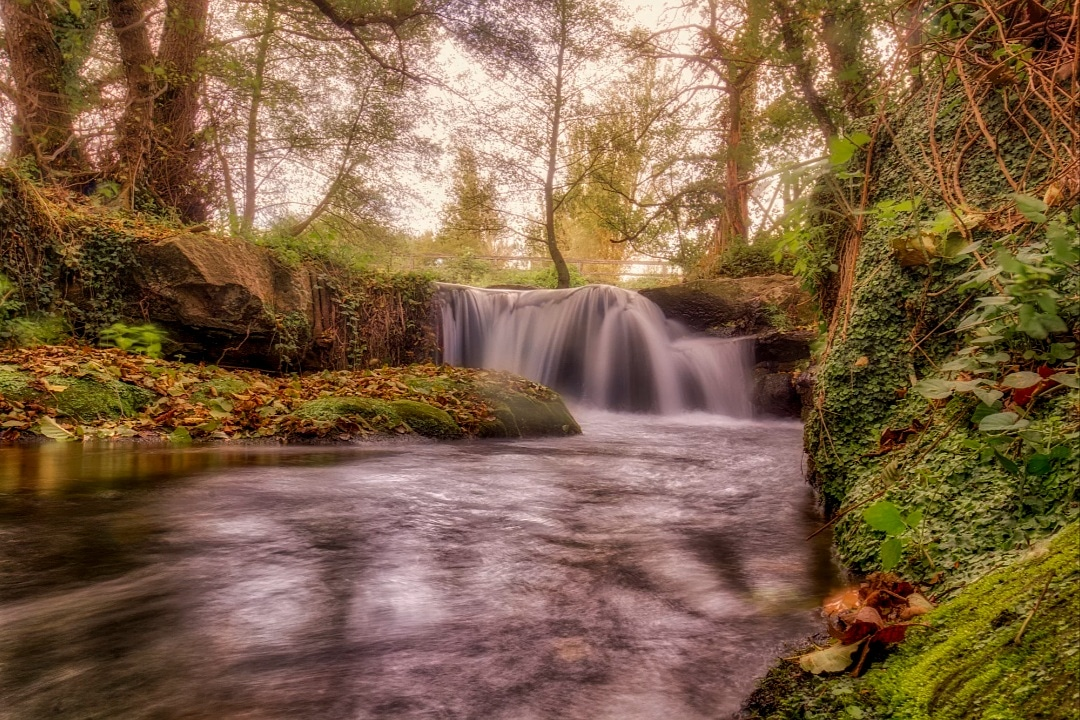
Cascate di Monte Gelato

Nei pressi della località Monte Gelato il fiume Treja forma delle piccole cascate, in corrispondenza di un antico mulino ad acqua. Il luogo è stato utilizzato come scenario in non meno di un centinaio di film. È attrattiva turistica in particolare nella stagione estiva.

### Balneabilità
Il fiume Treja raccoglie le acque meteoriche di un ampio bacino idrografico, di circa 490 chilometri quadrati. Essendo la quota media del territorio di circa 200 metri sul livello del mare, è facile comprendere che tutto ciò che viene dilavato dalle piogge viene raccolto in questo fiume. In prossimità delle cascatelle di Monte Gelato s'innesta sul fiume un piccolo affluente, proveniente dal depuratore della zona di Santa Lucia, nel comune di Campagnano di Roma. Il Treja, come tutti i fiumi italiani, non è balneabile per legge.

### Sorgenti
L'area di Monte Gelato è prossima a quella di un noto stabilimento di acqua effervescente naturale. Lungo il fiume Treja, alcune centinaia di metri dopo il laghetto sull'argine sinistro, da alcune fessure della roccia escono rivoli di acqua lievemente effervescente. Proseguendo il sentiero sull'argine sinistro del Treja, dopo circa un chilometro dalle cascate di Monte Gelato, s'incontra a sinistra il sentiero 004 Fonte di Virginio che costeggia un fosso; è possibile rifornirsi di acqua fresca ed effervescente presso la Fontana Salsa.